# نیکولا کاریکولا
نیکولا کاریکولا (انگلیسی: Nicola Caricola؛ زادهٔ ۱۳ فوریهٔ ۱۹۶۳) بازیکن فوتبال اهل ایتالیا است.
از باشگاه‌هایی که در آن بازی کرده‌است می‌توان به باشگاه فوتبال تورینو، باشگاه فوتبال یوونتوس، باشگاه فوتبال نیویورک رد بولز، باشگاه فوتبال باری، و باشگاه فوتبال جنوآ اشاره کرد.
وی همچنین در تیم ملی فوتبال زیر ۲۱ سال ایتالیا بازی کرده‌است.